# Подражаніє Ієзекіїлю. Глава 19
«Подражаніє Ієзекіїлю. Глава 19» — вірш Тараса Шевченка, написаний 1859 року в С.-Петербурзі.

## Написання
Збереглися чорновий автограф вірша на звороті листа і чистовий автограф у «Більшій книжці». Дата в чорновому автографі «Декабря 6» (виправлено з «Ноября 6»), а дата в чистовому автографі — «Декабря 6». Вірш датується за чистовим автографом та його місцем у «Більшій книжці» серед творів 1859 року: 6 грудня 1859 року, місце написання — С.-Петербург.
Чорновий автограф вірша написано чорним чорнилом на звороті недатованого листа польською мовою невстановленої особи до Шевченка. Рядки 21 — 22 дописано в автографі олівцем. Дату під текстом: «Ноября 6» Шевченко виправив на «Декабря 6». На початку XX століття цей автограф належав М. І. Стороженку, до якого потрапив від родини Рєпніних. 1984 року його було виявлено в РДАЛМ. У зібранні творів Шевченка варіанти за текстом цього автографа подаються вперше.
За чорновим автографом, з деякими виправленнями, Шевченко переписав вірш з датою 6 грудня 1859 року під назвою «Подражаніє Ієзекієлю. Глава 19» до «Більшої книжки», в тексті якої потім зробив виправлення в рядках 4 — 5. Текст «Більшої книжки» остаточний. За «Більшою книжкою» вірш переписав, ймовірно, М. М. Лазаревський; згодом цей список належав Л. М. Жемчужникову й був опублікований О. Я. Кониським. Переписувач припустився в списку кількох неточностей і псування тексту (в рядку 1: «Восстань, пророче, Сине Божий» замість «Восплач, пророче, Сине Божий»; у рядках 5 — 6: «Зо львами кліщилась й щенята 3 вас добувала — лютих вас» замість «Зо львами кліщилась, щенята? І добувала вас, лихих?»; 13 — 14: «Клює і рве його, а люде, Хоч бачать теє, та мовчать» замість «Клює і рве його. А люде… Хоч бачать люде, та мовчать»; 19: «На каторгу. А мати… мати» замість «На каторгу. А люта мати!»; 25: «Від реву львичища того» замість «Од реву львичища твого»; 36: «А львичища про те не знають» замість «А львичища того не знають»; 21: «І худосилий. Вітер з поля» замість «І худосильний. Вітер з поля»; 45 — 46: «В своїй же крові. Плач великий Вомісто львичиного рику» замість «В своїй крові. Плач великий Вомєсто львичищого рику»).

## Публікація
Вперше вірш надруковано за списком М. М. Лазаревського в ЗНТШ (1901, книга 1, стор. 1 — 2). До збірки творів уперше введено у виданні: «Шевченко Т. Кобзарь» (СПб., 1907, стор. 579—580), де надруковано за «Більшою книжкою» з довільною контамінацією в рядках 19, 25, 36, 41 за першодруком.

## Сюжет
Твір є поетичною варіацією за мотивами 19 глави біблійної книги пророка Ієзекіїля, що тлумачить страждання ізраїльтян у вавілонському полоні як кару за гріхи можновладців. Шевченко розмірковує над історико-філософською проблемою взаємин між «владиками» і «людьми» (типова для Шевченка логіка: владики — не люди). Його історичні передбачення пройнято революційним оптимізмом. Поет закликав пророка «восплакати» «і о князях, і о вельможах, і о царях», проректи неминучість їхньої загибелі. Владики постають у творі в образах біснуватих, диких, лютих «львичищ», «щенят зубатих», «шулік» — тобто всього лихого, хижого; люди — в образах «незлобних, праведних дітей», «курчат у бур'янах» — беззахисних жертв хижих свавільників. Але пророк бачить, що владик чекає така сама доля, як і скаженого львичища, якого підстерігають, заковують у пута і, вправивши в щелепи вудила, одводять «на каторгу», садять «в тюрму глибоку». Шевченко має тут на увазі не конкретних царів, а «самодержавних владик» взагалі. Він переконаний, що їхній корінь уже «гнилий», «червивий», «малий», «худосильний», що з ходом історії «потроху» минають «дні беззаконія і зла», що незабаром «дихне вітер з поля», який «погне і полама» самодержавну «своєволю», а люди, поправши деспотизм, замість грізного левиного рику, від якого тряслася й трепетала земля, почують нікчемний, довгий і поганий «самодержавний плач».